# Menoux
Menoux é uma comuna francesa na região administrativa de Borgonha-Franco-Condado, no departamento de Alto Sona. Estende-se por uma área de 14,7 km². Em 2010 a comuna tinha 304 habitantes (densidade: 20,7 hab./km²).